# École supérieure de théâtre et de cinéma (Lisbonne)

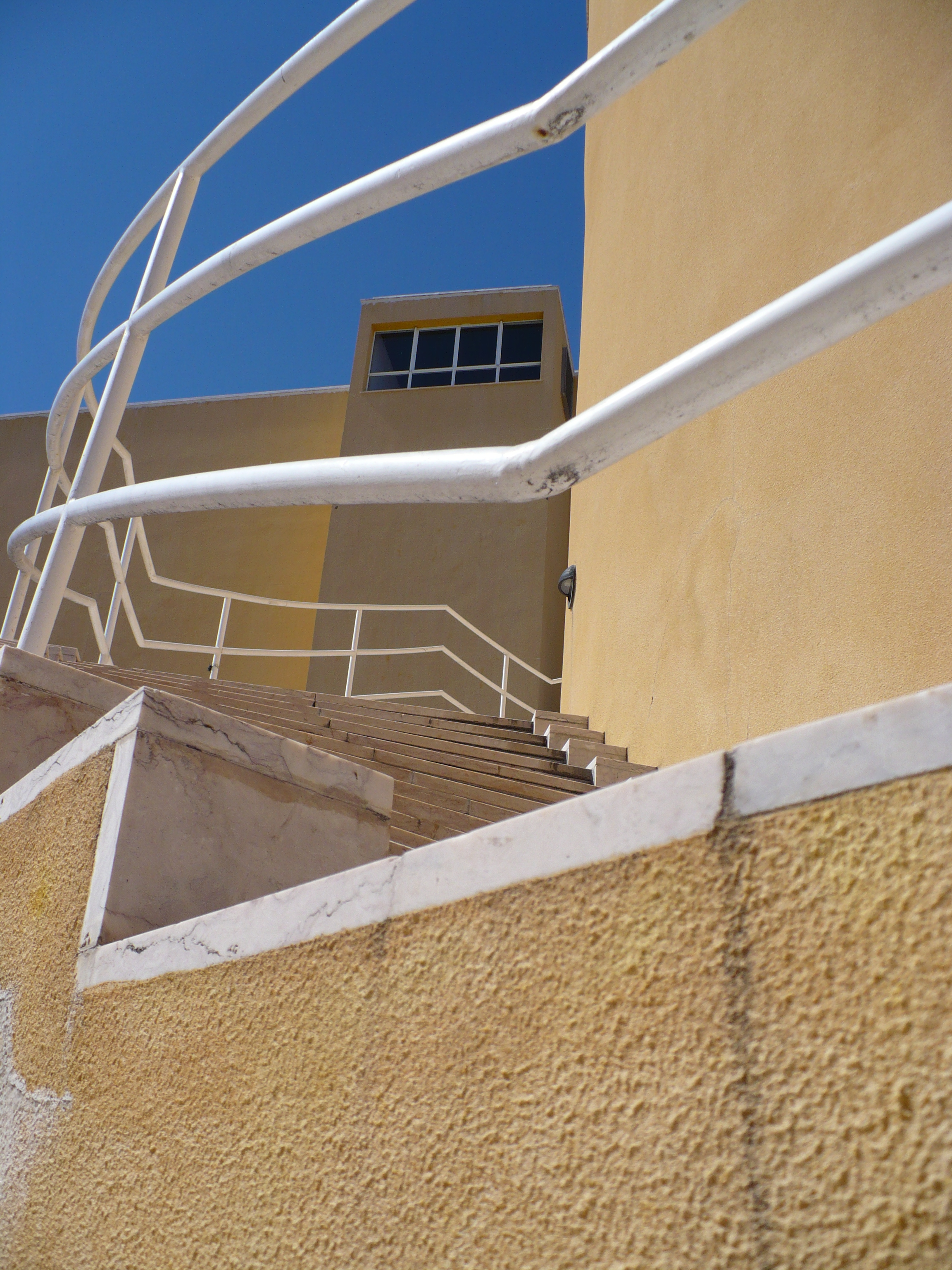
École supérieure de théâtre et de cinéma

 (octobre 2012).
Si vous disposez d'ouvrages ou d'articles de référence ou si vous connaissez des sites web de qualité traitant du thème abordé ici, merci de compléter l'article en donnant les références utiles à sa vérifiabilité et en les liant à la section « Notes et références ».
L'École supérieure de théâtre et de cinéma (Escola superior de teatro e cinema) à l'Institut polytechnique de Lisbonne hérite de l'expérience d'enseignement du théâtre au Conservatoire national, fondé par Almeida Garrett, en 1836, et d'enseignement du cinéma, introduit dans le même établissement depuis 1971. L'objectif principal de l'ESTC est la formation de personnel hautement qualifié, techniquement et artistiquement, dans les domaines du théâtre et du cinéma.

## Élèves
Théâtre
- Hana Sofia Lopes
- Catarina Wallenstein
- Rita Blanco

Cinéma
- João Botelho
- Pedro Costa
- Joaquim Sapinho
- David Fonseca
- Rui Poças
- Monique Rutler
- Susana de Sousa Dias

## Professeurs
Théâtre
- João Mota
- Jorge Listopad
- José Carlos Barros
- José Peixoto
- Rogério de Carvalho
- Rui Mendes
- Vera Castro

Cinéma
- Ana Hatherly
- António Reis
- Alberto Seixas Santos
- Fernando Lopes
- Joaquim Sapinho